# Нураи, Нассер
Нассер Нураи (перс. ناصر نورایی‎; род. 16 июня 1954, Тегеран) — иранский футболист, играл на позиции нападающего. Участник чемпионата мира 1978 года.

## Биография

### Игровая карьера
Всю игровую карьеру играл в Иране за «Хому» и «Персеполис».
В составе сборной Ирана Нураи выиграл Кубок Азии 1976 года. По итогам Кубка Азии он вместе с соотечественником Голамом Мазлуми и кувейтцем Фатхи Камилем с 3 забитыми мячами стал лучшим бомбардиром турнира. Принимал участие на олимпийском футбольном турнире 1976 года, где сыграл в матче 1/4 финала со сборной СССР, который Иран проиграл со счётом 2:1.
Входил в состав сборной на чемпионате мира 1978 года, но на поле так и не вышел. Всего за сборную Ирана сыграл 10 матчей, за которые забил 5 голов.